# Kaštel Cerineo u Škripu
Kaštel Cerineo je kaštel plemenitaške obitelji Cerineo u Škripu na Braču.

## Opis
Kaštel Cerineo sagrađen je 1570. na poljani zapadno od gradinskog naselja uz župnu crkvu. Kaštel je pačetvorinasta oblika s dvije dijagonalno postavljene ugaone kule. Velika kula na jugoistoku sa širokom skarpom u prizemlju, a završava nizom dvostrukih konzola s kamenom pragovima pragovima na kojima se dizao zidić. Na oba stambena krila pokrivena kamenim krovovima su pušarnice. Na kaštelu su dva natpisa o njegovoj obnovi u 17. i 18. st. Kaštel Cerineo je najmonumentalniji kasnorenesansni utvrđeni dvorac na Braču.

## Zaštita
Pod oznakom Z-1404 zaveden je kao nepokretno kulturno dobro - pojedinačno, pravna statusa zaštićena kulturnog dobra, klasificirano kao "profana graditeljska baština".

## Vanjske poveznice
|  | Zajednički poslužitelj ima još gradiva o temi Kaštel Cerineo u Škripu |